# 231 km (obwód riazański)
231 km (ros. 231 км) – przystanek kolejowy w pobliżu miejscowości Iwaszkowo, w rejonie riazańskim, w obwodzie riazańskim, w Rosji. Położony jest na linii Moskwa – Riazań – Samara.